# Octavio Lepage Barreto
Octavio Lepage Barreto (Santa Ana, 24 novembre 1923 – Caracas, 6 gennaio 2017) è stato un politico venezuelano.
È stato Presidente del Venezuela ad interim dal 21 maggio al 5 giugno 1993.